# Seljačka buna 1573
Pour plus de détails, voir Fiche technique et Distribution.
Seljačka buna 1573 (litt. « La révolte des paysans de 1573 ») est un drame historique yougoslave réalisé par Vatroslav Mimica et sorti en 1975. Le film est projeté lors de la Quinzaine des réalisateurs du Festival de Cannes 1976.
Le film est basé sur des faits historiques et sur le roman éponyme d'August Šenoa. L'action se déroule au début de 1573 dans la région de Hrvatsko Zagorje et à Zagreb, pendant les temps orageux du XVIe siècle, lorsque le Royaume de Croatie était menacée par l'agression turque imminente, lorsque les serfs vivaient misérablement, devenaient de plus en plus pauvres et certains seigneurs féodaux les traitaient avec une extrême arrogance et violence. Le mécontentement et la résistance des serfs grandissent, aboutissant à une révolte armée sous la direction de Matija Gubec. L'influence des Ballades de Petrica Kerempuh de Miroslav Krleža se ressent tout au long du film, tout comme des éléments de la culture kaïkavienne, des scènes et scènes allégoriques surréalistes de Jérôme Bosch et de l'approche dédramatisante de l'action de Bertolt Brecht.
En raison de la connotation politique et de l'environnement dans lequel le film a été réalisé, mais aussi du fait des ambitions de son réalisateur, marxiste et communiste convaincu, le film a été l'objet de réprobations de part et d'autre, mais il compte parmi les œuvres épiques les plus notables de l'histoire du cinéma yougoslave et croate.

## Synopsis
En 1573, à Hrvatsko Zagorje, Petar et son père sont dans la forêt du baron Franjo Tahy à la recherche de nourriture pour leur famille, mais ils sont attrapés par les hommes de Tahy. Le père de Petar est forcé de se déshabiller, puis il est poursuivi et tué par les chiens de Tahy. Petar retourne dans son village, où Tahy prend la nourriture des paysans pour ses propres réserves ; même les jeunes filles vierges sont emmenées dans son château. Des rumeurs commencent à circuler au sujet de la « Confrérie de l'Assomption », un groupe de paysans qui ont l'intention de se soulever contre la noblesse.
Une troupe de comédiens (dont Regica) arrive dans le village de Petar et monte un spectacle pour se moquer de la noblesse locale et des dirigeants de l'église. Lorsque les hommes de Tahy s'approchent du village, les habitants s'enfuient. Petar les accompagne, dans l'espoir de les utiliser pour trouver la Confrérie de l'Assomption. Petar rencontre Ilija Gregorić, qui affronte seul les troupes impériales et les tue tous. Étonné par la bravoure de Gregorić, Petar les suit jusqu'à la ville suivante. Gregorić prend Petar comme écuyer, mais il est ensuite capturé par des soldats impériaux, au moment même où un artiste était en train de le dessiner. Avant de partir, Gregorić dit à Petar de se rendre chez un forgeron pour connaître son sort.
Petar se rend chez le forgeron et voit Gregorić échapper aux soldats. Gregorić et Petar s'échappent ensemble, Gregorić ayant l'intention de quitter le pays définitivement. Mais Petar refuse de partir, souhaitant venger la mort de son père. Quelqu'un arrive, disant que Gregorić est recherché pour une réunion. Il y rencontre Matija Gubec, Trgovac Mikula et d'autres dirigeants de la future révolte paysanne. Ils disent qu'ils préparent la révolte pour bientôt, et souhaitent que Gregorić entraîne et dirige les troupes. Ils ont l'intention de mener l'attaque en hiver, car les nobles méprisent l'hiver et les paysans sont beaucoup plus mécontents à ce moment-là. Gubec énonce leur objectif par : « Nous voulons que tous les hommes soient égaux. Les mêmes que lorsqu'ils sont nés. » Ensemble, ils font le serment de mener à bien cette rébellion.
L'hiver arrive, et les paysans, sous la direction de Gregorić et des autres, se rassemblent avec la principale force rebelle pour renverser la noblesse locale. Petar arrive et trouve sa mère et ses sœurs dans les rangs des rebelles au moment où ils se forment. Armé d'une simple dague, il les rejoint.
Les paysans arrivent armés au château de Tahy. Tahy estime qu'il n'y a pas de danger et envoie ses serviteurs les chasser à coups de fouet. Au début, les paysans semblent avoir peur, mais Petar tue l'un des hommes, ce qui incite les paysans à attaquer les murs. Les serviteurs de Tahy refusent de l'aider et il se cache. Après de nombreuses pertes, les paysans franchissent les défenses et prennent le château d'assaut. Les nobles sont découverts et une paysanne tue le fils de Tahy. Les paysans profitent des richesses et du luxe qui se trouvent à l'intérieur et les distribuent entre eux. Sans présence militaire pour les arrêter, les paysans étendent leur influence. Ils publient une proclamation, bannissant la noblesse, l'influence de l'Église catholique romaine et déclarant l'indépendance.
Au camp des paysans, Mikula est accusé d'avoir confisqué les biens d'un paysan. Gubec ordonne qu'il soit pendu, ce qui est la peine prévue pour le vol. Lorsque Mikula demande à être épargné parce qu'il est l'un des fondateurs de la révolte, Gubec ordonne tout de même son exécution. Il rappelle ensuite aux paysans : « Pourquoi nous sommes-nous levés, si ce n'est pour changer les coutumes des nobles, leurs droits et leurs privilèges ? » Il leur assure que leur voix ne sera jamais perdue, mais que « cette lutte légitime des paysans » sera entendue à travers les âges. Gubec va le voir en privé et découvre que l'artiste parle en fait le croate, feignant son origine étrangère pour se faire respecter. Pendant ce temps, Petar rencontre des paysans qui ont été capturés par l'armée noble. Ils ont été défigurés, ont perdu leur langue, leurs yeux, etc. Ils conseillent à Petar d'abandonner la rébellion, mais il refuse.
L'armée paysanne se rassemble dans un camp, apprenant que l'armée du Kaiser approche. Le lendemain, ils affrontent l'armée lors de la bataille de Stubičko polje, les paysans se trouvant derrière des défenses improvisées. La charge initiale de la cavalerie impériale est attirée par une ouverture dans les défenses et écrasée, après quoi les défenses sont fermées. Une contre-attaque est lancée par les paysans, qui repousse temporairement le flanc gauche des impériaux. Les membres de la troupe de comédiens sont tués au milieu du combat. Des mercenaires sont lancés contre les paysans et, malgré de lourdes pertes parmi les paysans, ils sont également repoussés. C'est alors que des renforts impériaux arrivent et attaquent les paysans par l'arrière. Les forces paysannes sont décimées et s'effondrent. Petar est blessé et perd un œil.
Dans la foulée, les autorités impériales et catholiques romaines brûlent tous les documents relatifs à la rébellion trouvés chez les paysans. Gubec est condamné à être exécuté. Le jour de son exécution, les membres survivants de la rébellion, dont Petar, sont promenés dans les rues, où les nobles (dont certains avaient été épargnés auparavant) leur jettent de la nourriture et se moquent d'eux. Gubec est attaché à un faux trône et un anneau de vache chauffé est placé sur sa tête en guise de couronne, mais il meurt avant que le trône ne soit enflammé.
Petar retourne sur ses terres, où la forge a été incendiée. Il a eu un enfant avec Regica et a repris son rôle de bouffon, devenant finalement comédien. Il aperçoit des nobles en train de chasser et déclare : « S'ils pensent que ce combat est terminé, ils se trompent lourdement. Lorsque nous frapperons une deuxième fois, même leurs racines ne resteront pas sur cette terre. » À la fin du film, ils chantent tous les deux, marchant au milieu de paysans exécutés et suspendus à des roues de torture...

## Fiche technique
- Titre original croate : Seljačka buna 1573[3],[1] (litt. « La révolte des paysans de 1573 »)
- Réalisation : Vatroslav Mimica
- Scénario : Vatroslav Mimica
- Photographie : Branko Blažina
- Montage : Vuksan Lukovac
- Musique : Alfi Kabiljo
- Décors : Veljko Despotović (sr)
- Production : Sulejman Kapić, Branko Lustig
- Sociétés de production : Jadran film, Croatia film, Filmska radna zajednica
- Pays de production :  Yougoslavie
- Langue originale : croate
- Format : couleurs - Son mono
- Genre : Drame historique
- Durée : 161 minutes
- Dates de sortie : 
  - Yougoslavie : 14 novembre 1975
  - France : mai 1976 (Festival de Cannes 1976)[1]

## Distribution
- Sergio Mimica-Gezzan - Petar (Petrek)
- Fabijan Šovagović - Matija Gubec
- Bata Živojinović - Ilija Gregorić (hr)
- Pavle Vuisić - Franjo Tahy
- Franjo Majetić - Gladni glumac (The Actor)
- Zdenka Heršak - Kata Palondra
- Boris Festini - Guska
- Marina Nemet - Regica
- Charles Millot - Juraj Drašković
- Lojze Rozman - Gašpar Alapić

## Production
Plus grosse production yougoslave de l'époque, le film a nécessité trois ans de préproduction. Il est tourné en 1974 et sort en 1976. Une série télévisée issue du film a été en post-production jusqu'en 1979. Le budget comprenait le budget habituel de deux films yougoslaves de l'époque, avec des fonds supplémentaires provenant de la télévision, mais il représentait la moitié du budget habituel des films des partisans de même envergure. Le film a attiré 400 000 à 500 000 spectateurs dans la seule République fédérative socialiste de Yougoslavie.
Le film porte le même nom qu'un célèbre roman romantique écrit par August Šenoa en 1887. Le générique du film ne créditent que Vatroslav Mimica pour le scénario. Il a conçu le film comme une réponse antiromantique, « matérialiste » et brechtienne à la représentation littéraire canonique (et quelque peu nationaliste) de l'événement historique relaté par Šenoa, en l'ancrant dans l'interprétation marxiste.
Le film existe en plusieurs versions. La version originale du film, approuvée par Mimica et projetée au festival du film de Pula en 1976, dure 161 minutes, tandis que la diffusion habituelle par la Hrvatska radiotelevizija dure 125 minutes. Le film est sorti en DVD en 2012 comme supplément au quotidien Jutarnji list, dans un montage de 110 minutes.
Il y a également une confusion avec le titre du film. Le film a été distribué en Yougoslavie sous le titre Seljačka buna 1573, tandis que la série télévisée de 1979 et la sortie du film dans plusieurs pays ont utilisé Anno domini 1573 comme titre. Néanmoins, les affiches originales du film et de nombreuses autres sources utilisent Seljačka buna (Anno domini 1573) comme titre du film.
La musique du film, composée par Alfi Kabiljo, a été la première bande originale de film croate (c'est-à-dire sortie sous forme d'album LP).

## Exploitation
Le film a remporté la Grande Arène de bronze au festival du film de Pula en 1976, les prix nationaux du cinéma yougoslave. L'Arène d'or de la meilleure photographie a été décerné à Branko Blažina et l'Arène d'or de la meilleure musique de film à Alfi Kabiljo.
Le film a été projeté au Festival de Cannes 1976 dans la section Quinzaine des réalisateurs et a reçu de bonnes critiques. En 1977, il a remporté le troisième prix du jury au Festival international du film de São Paulo.
Le film a rencontré un certain succès en Italie. Après la projection du film en Italie, Mimica a rencontré Akira Kurosawa qui lui a dit qu'il avait vu le film et qu'il avait aimé la façon dont Mimica avait dirigé la bataille. Mimica a ensuite affirmé que le film Kagemusha, l'Ombre du guerrier de Kurosawa ressemblait à son Seljačka buna 1573.